# Józef I (syryjsko-prawosławny patriarcha Antiochii)
Józef I (ur. ?, zm. 792) – w latach 790-792 51. syryjsko-prawosławny Patriarcha Antiochii. 